# Drosophila zottii
Drosophila zottii är en tvåvingeart som beskrevs av Vilela 1983. Drosophila zottii ingår i släktet Drosophila och familjen daggflugor.
Artens utbredningsområde är Brasilien.